# Rafi Kohen (ur. 1970)
Rafi Kohen (hebr. רפי כהן, ur. 28 listopada 1970 w Ejlacie) – izraelski piłkarz grający na pozycji bramkarza. W reprezentacji Izraela rozegrał 43 mecze.

## Kariera klubowa
Swoją karierę piłkarską Kohen rozpoczął w klubie Hapoel Ejlat. W 1987 roku zadebiutował w nim w trzeciej lidze izraelskiej. W 1988 roku przeszedł do pierwszoligowego Hapoelu Petach Tikwa. W sezonach 1988/1989, 1989/1990 i 1990/1991 trzykrotnie z rzędu wywalczył z Hapoelem wicemistrzostwo Izraela. Natomiast w sezonie 1991/1992 zdobył z nim Puchar Izraela.
W 1993 roku Kohen przeszedł do Maccabi Hajfa. W sezonie 1993/1994 wywalczył swoje jedyne w karierze mistrzostwo Izraela. W sezonie 1994/1995 został wicemistrzem kraju oraz zdobył Puchar Izraela. W sezonie 1995/1996 ponownie został z Maccabi wicemistrzem. W sezonie 1996/1997 grał w Hapoelu Hajfa, a w sezonie 1997/1998 był piłkarzem Bene Jehuda Tel Awiw. Z kolei w sezonie 1998/1999 występował w Maccabi Tel Awiw, z którym wywalczył wicemistrzostwo Izraela.
Latem 1999 Kohen wrócił do Hapoelu Petach Tikwa i grał w nim przez dwa lata. W sezonie 2001/2002 najpierw grał w Maccabi Kirjat Gat, a następnie w Maccabi Petach Tikwa. W 2002 roku ponownie został piłkarzem Hapoelu Petach Tikwa. Grał w nim do końca sezonu 2006/2007. W 2007 roku został zawodnikiem klubu Hakoah Amidar Ramat Gan grającego w drugiej lidze. Z kolei w 2008 roku przeszedł do Hapoelu Ramat Gan, z którym w sezonie 2008/2009 awansował z drugiej do pierwszej ligi. W 2010 roku został piłkarzem trzecioligowego Hapoelu Jerozolima. W sezonie 2010/2011 wywalczył z nim awans do drugiej ligi. W 2013 roku zakończył karierę w Hapoelu w wieku 43 lat.
| Sezon   | Klub                    | Kraj   | Rozgrywki   | Mecze | Bramki |
| ------- | ----------------------- | ------ | ----------- | ----- | ------ |
| 1987/88 | Hapoel Ejlat            | Izrael | Liga Bet    | ?     | ?      |
| 1988/89 | Hapoel Petach Tikwa     | Izrael | Liga Leumit | 28    | 0      |
| 1989/90 | Hapoel Petach Tikwa     | Izrael | Liga Leumit | 31    | 0      |
| 1990/91 | Hapoel Petach Tikwa     | Izrael | Liga Leumit | 32    | 0      |
| 1991/92 | Hapoel Petach Tikwa     | Izrael | Liga Leumit | 30    | 0      |
| 1992/93 | Hapoel Petach Tikwa     | Izrael | Liga Leumit | 18    | 0      |
| 1993/94 | Maccabi Hajfa           | Izrael | Liga Leumit | 39    | 0      |
| 1994/95 | Maccabi Hajfa           | Izrael | Liga Leumit | 28    | 0      |
| 1995/96 | Maccabi Hajfa           | Izrael | Liga Leumit | 24    | 0      |
| 1996/97 | Hapoel Hajfa            | Izrael | Liga Leumit | 30    | 0      |
| 1997/98 | Bene Jehuda Tel Awiw    | Izrael | Liga Leumit | 28    | 0      |
| 1998/99 | Maccabi Tel Awiw        | Izrael | Liga Leumit | 6     | 0      |
| 1999/00 | Hapoel Petach Tikwa     | Izrael | Ligat ha’Al | 39    | 0      |
| 2000/01 | Hapoel Petach Tikwa     | Izrael | Ligat ha’Al | 21    | 0      |
| 2001/02 | Maccabi Kirjat Gat      | Izrael | Ligat ha’Al | 8     | 0      |
| 2001/02 | Maccabi Petach Tikwa    | Izrael | Ligat ha’Al | 23    | 0      |
| 2002/03 | Hapoel Petach Tikwa     | Izrael | Ligat ha’Al | 25    | 0      |
| 2003/04 | Hapoel Petach Tikwa     | Izrael | Ligat ha’Al | 32    | 0      |
| 2004/05 | Hapoel Petach Tikwa     | Izrael | Ligat ha’Al | 28    | 0      |
| 2005/06 | Hapoel Petach Tikwa     | Izrael | Ligat ha’Al | 17    | 0      |
| 2006/07 | Hapoel Petach Tikwa     | Izrael | Ligat ha’Al | 23    | 0      |
| 2007/08 | Hakoah Amidar Ramat Gan | Izrael | Liga Leumit | 29    | 0      |
| 2008/09 | Hapoel Ramat Gan        | Izrael | Liga Leumit | 30    | 0      |
| 2009/10 | Hapoel Petach Tikwa     | Izrael | Ligat ha’Al | 27    | 0      |
| 2010/11 | Hapoel Jerozolima       | Izrael | Liga Alef   | 25    | 0      |
| 2011/12 | Hapoel Jerozolima       | Izrael | Liga Leumit | 25    | 0      |
| 2012/13 | Hapoel Jerozolima       | Izrael | Liga Leumit | 36    | 0      |

## Kariera reprezentacyjna
W reprezentacji Izraela Kohen zadebiutował 3 marca 1992 roku w wygranym 2:1 towarzyskim meczu z Cyprem, rozegranym w Bat Jam. W swojej karierze grał w eliminacjach do Euro 96, do MŚ 1998 i do Euro 2000. Od 1992 do 2000 roku rozegrał w kadrze narodowej 43 mecze.